# ستيف ميلدينهال
ستيف ميلدينهال (بالإنجليزية: Steve Mildenhall)‏ (13 مايو 1978 بسويندون في المملكة المتحدة - ) هو لاعب كرة قدم بريطاني في مركز حراسة المرمى. لعب مع أولدهام أثلتيك وسكونثورب يونايتد وسويندون تاون وغريمسبي تاون ونادي ميلوول ونوتس كاونتي ويوفل تاون ونادي سالزبري سيتي ونادي غلوستر سيتي ونادي بريستول روفيرز ونادي ساوثيند يونايتد.

## وصلات خارجية
- ستيف ميلدينهال على موقع قاعدة بيانات كرة القدم.إي يو (الإنجليزية)
- ستيف ميلدينهال على موقع Soccerbase.com (لاعب) (الإنجليزية)